# Parafia św. Jadwigi Królowej w Lipniku
Parafia św. Jadwigi Królowej w Lipniku – parafia rzymskokatolicka, terytorialnie i administracyjnie należąca do archidiecezji krakowskiej, do dekanatu Dobczyce. W parafii posługują księża diecezjalni. 